# Съсекс
Съсекс (на английски: Sussex; /ˈsʌsɪks/, от староанглийското Sūþsēaxe – „южни саксонци“) e историческо графство в Югоизточна Англия, чиято територия съвпада приблизително с тази на древното Кралство Съсекс. Граничи на север със Съри, на изток с Кент, на юг с Ла Манша и на запад с Хемпшир. Към 2012 г. е разделено на две административни графства: Западен Съсекс и Източен Съсекс и градът Брайтън и Хоув, който е унитарна единица (самоуправляваща се) от 1997 г. и със статус на град от 2000 г. Дотогава Чичестър е бил единственият град в Съсекс.